# Список єзуїтів

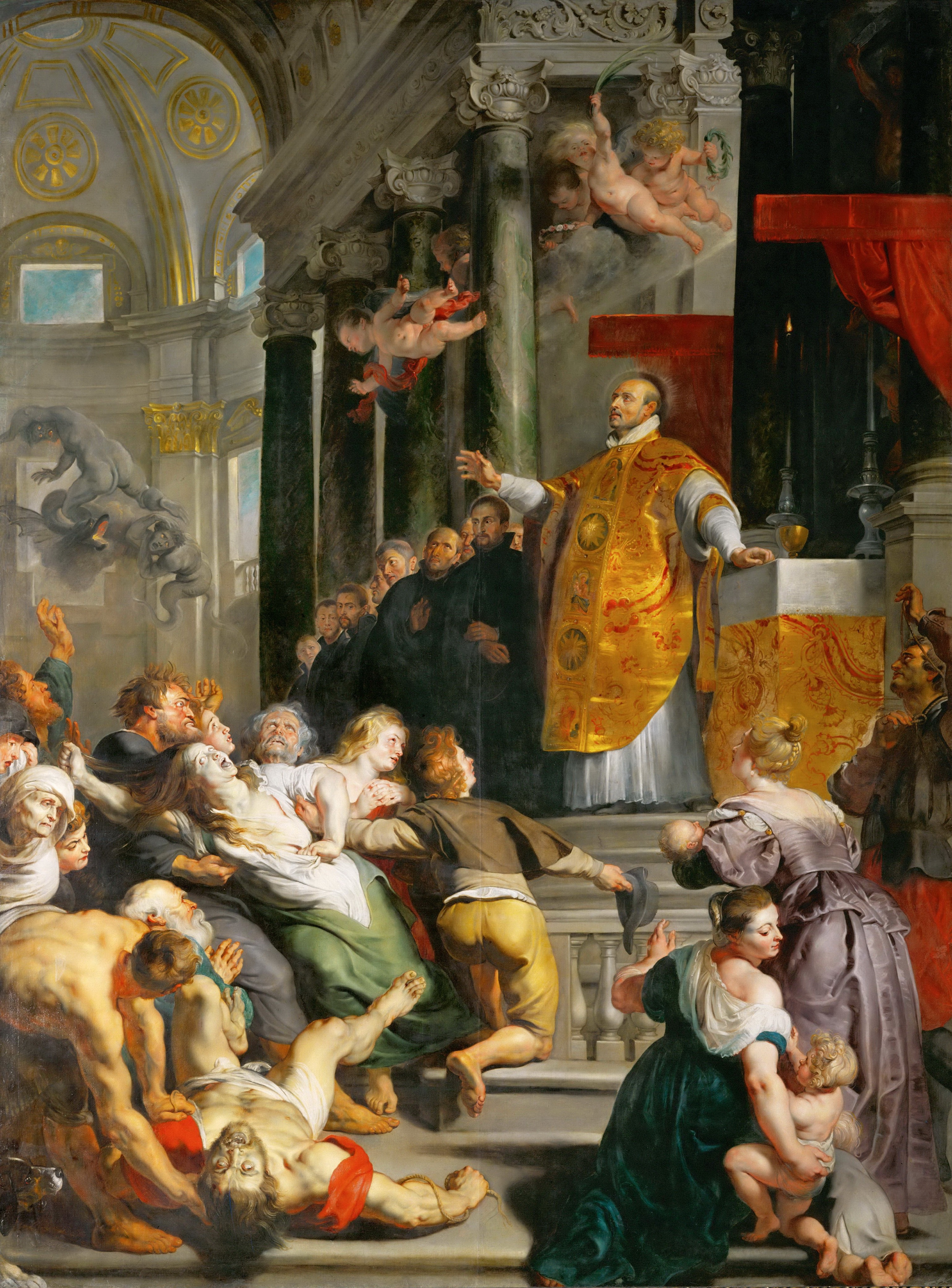
Рубенс. Св. Ігнатій Лойола

Список відомих єзуїтів — перелік, в алфавітному порядку, відомих та історично значимих членів «Товариства Ісуса».
До списку також внесені ті видатні діячі, які навчались в єзуїтських колегіях та академіях, але не стали членами Ордену Єзуїтів.

## A
- Клаудіо Аквавіва
- Хосе де Акоста
- Джуліо Аленіо
- Жозеф Марі Аміот
- Антон Андерледі
- Святий Жозе де Аншієта
- Педро Аррупе
- Луїш де Альмейда — брат-єзуїт, першим із європейців познайомив японців із західною медициною.

## Б
- Ганс Урс фон Бальтазар
- Адальберт Баудісс
- Блаженний Ян Бейзим
- Петер Ян Бекс
- Святий Роберто Беларміно
- Хорхе Маріо Бергольйо
- Святий Жан де Бребеф
- Кобо Бернабе
- Тадей Бжозовський
- Марек Бляза
- Святий Андрій Боболя
- Міхал Бойм
- Жан Болланд
- Святий Франсіско Борджа
- Джованні Ботеро
- Руджер-Йосип Бошкович
- Джакомо Бріано
- Йоахим Буве
- Клод Буфф'є

## В
- Ян II Казимир Ваза
- Алессандро Валіньяно — візитатор до Східноіндійської провінції.
- Циріл Васіль
- Мігель Венегас
- Йосип Верт
- Антоніу Вієйра
- Едмунд Волш
- Якуб Вуєк

## Г
- Юрай Габделич
- Мартін Гайдеггер
- Святий Шарль Гарньє
- Бенедикт Гербест
- Павло Гіжицький
- Святий Алойзій Гонзага
- Бальтасар Грасіан
- Франческо Марія Грімальді
- Пауль Гульдін
- Йосіф де Гумілья

## Д
- Жан Даніелу
- Рене Декарт
- Святий Павло Денн
- Доменіко Дзіполі
- Йосеф Добровський

## Ж
- Жан Франсуа Жербільйон
- Святий Ісаак Жог

## Е
- Філіп Еванс

## І
- Павло Ібаракі

## К
- Святий Петро Канізій
- Паоло Касаті
- Джузеппе Кастільйоне
- Францішак Карю
- Дієґо Кісай
- Атанасій Кірхер
- Педро Клавер
- Христофор Клавій
- Святий Франциск Ксав'єр
- Френсіс Ксавієр Клуні
- Адам Козловецький
- Петер Ганс Кольвенбах
- Святий Станіслав Костка
- Ян Хризостом Корець
- Адам Коханський
- Адам Крупський

## Л
- Влодзімєж Ледуховський
- Святий Ігнатій Лойола
- Навас Лонгіно
- Анрі де Любак
- Мартин Лятерна

## М
- Християн Маєр
- Вільям Маккей
- Габрієль Гарсія Маркес
- Жак Маркетт
- Луїс Мартін
- Карло Марія Мартіні
- Міхал Мицєльський
- Святий Павло Мікі
- Петро Могила
- Мольєр

## Н
- Давид Назар
- Каспер Несецький
- Адольфо Ніколас
- Роберто де Нобілі
- Мануел да Нобрега

## О
- Миколай Оборський

## П
- Петер Пазмань
- Діонісій Петавіус
- Жозеф Піньятеллі
- Антоніо Поссевіно
- Андреа Поццо
- Міґель Агустин Про, блаженний

## Р
- Карл Ранер
- Маттео Річчі
- Джованні Баттіста Річчолі
- Жан-Батіст-Рене Робіне
- Пітер Пауль Рубенс
- Майер Руперт
- Теофіл Рутка
- Йосиф Велямин Рутський

## С

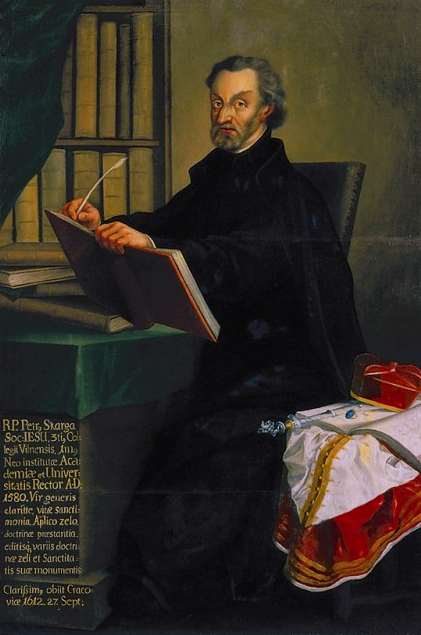
Петро Скарґа

- Алонсо де Сандоваль
- Мацей Сарбевський
- Петро Свистунов
- Йосиф Свобода
- Анджело Секкі
- Грегуар де Сент-Вінсент
- Мішель де Серто
- Петро Скарґа
- Грегоріо де Сеспедес — перший християнський місіонер в Кореї.
- Артуро Соса
- Франциско Суарес
- де Сент-Екзюпері, Антуан

## Т
- Алекс Требек

## У
- Святий Альберто Уртадо

## Ф
- Святий П'єр Фавр
- Луїш Фроїш — автор «Історії Японії» та першого трактату про порівняння європейської і японської культур.

## Х
- Альберт Хмельовський
- Богдан Хмельницький
- Джерард Менлі Хопкінс

## Ш
- П'єр Теяр де Шарден
- Томаш Шпідлік

## Щ
- Каспер Щепковський

## Я
- Стефан (Яворський)
- Жан-Батист Янссенс
- Генрик Яцковський